# (6181) Bobweber
(6181) Bobweber es un asteroide perteneciente al cinturón de asteroides, región del sistema solar que se encuentra entre las órbitas de Marte y Júpiter, descubierto el 6 de septiembre de 1986 por Eleanor F. Helin desde el Observatorio del Monte Palomar, Estados Unidos.

## Designación y nombre
Designado provisionalmente como 1986 RW. Fue nombrado Bobweber en homenaje a Robert Weber, físico en el Laboratorio Lincoln del Instituto de Tecnología de Massachusetts durante 34 años, dirigió el equipo que desarrolló la red de rastreo satelital del espacio profundo. Co-desarrollador del programa LINEAR, fue responsable de los descubrimientos durante su primer año de operación, entre 1995 y 1996.

## Características orbitales
Bobweber está situado a una distancia media del Sol de 2,432 ua, pudiendo alejarse hasta 3,008 ua y acercarse hasta 1,856 ua. Su excentricidad es 0,236 y la inclinación orbital 7,574 grados. Emplea 1385,38 días en completar una órbita alrededor del Sol.

## Características físicas
La magnitud absoluta de Bobweber es 13,6. Tiene 4,458 km de diámetro y su albedo se estima en 0,425. 